# San Giusto Canavese
San Giusto Canavese ('L Zerb in dialetto canavesano, reso nell'odierno piemontese con San Giust) è un comune italiano di 3 284 abitanti della città metropolitana di Torino in Piemonte.

## Storia
San Giusto Canavese è un comune giovane il cui territorio anticamente apparteneva al confinante comune di San Giorgio. Prima dell'indipendenza San Giusto era infatti una frazione di San Giorgio con il nome Gerbo Grande di San Giorgio. Infatti, i suoi abitanti sono ancor oggi detti, tradizionalmente, gerbolini (sono anche chiamati col soprannome popolare piemontese di Tirapere, ossia "Tira-pietre" in italiano).
Dopo almeno due secoli di litigi e battaglie contro il comune vicino, combattute con fionde e pietre, il 9 ottobre 1778 il Re Vittorio Amedeo III emanò il decreto di smembrazione ed il Gerbo Grande ottenne così l'indipendenza da San Giorgio con il nome Cantone del Gerbo Grande.
Poco meno di un anno dopo, lo stesso Re Vittorio Amedeo III, con patente del 3 settembre 1779, riconosceva al nuovo comune il nome di San Giusto, scelto dagli abitanti quale loro protettore. Nel 1862 il nome del comune veniva definitivamente modificato in San Giusto Canavese con decreto del re Vittorio Emanuele II per evitare confusioni con altri "San Giusto" presenti sul territorio italiano.
Il contrasto tra le comunità di San Giorgio e del Gerbo Grande era da ricercare sia in ambito politico-religioso, sia all'interno della lotta di classe, visto che i sangiustesi erano costituiti per lo più da contadini, commercianti e piccoli proprietari terrieri, mentre i sangiorgesi erano rappresentati da nobili (Casata dei Biandrate) e artigiani del borgo del castello dei Biandrate.
L'aspirazione dei gerbolini (abitanti del Gerbo, ovvero 'l Zerb) era di ottenere sia l'indipendenza del proprio comune che della propria parrocchia e, per conseguirla, portarono avanti una lotta cruenta ed a tratti violenta che ha diviso le due comunità (San Giusto e San Giorgio), distanti appena 3 chilometri, ed ha dato ai Sangiustesi il soprannome di Tirapere, dalla tipologia di "armi" che essi usavano in battaglia.

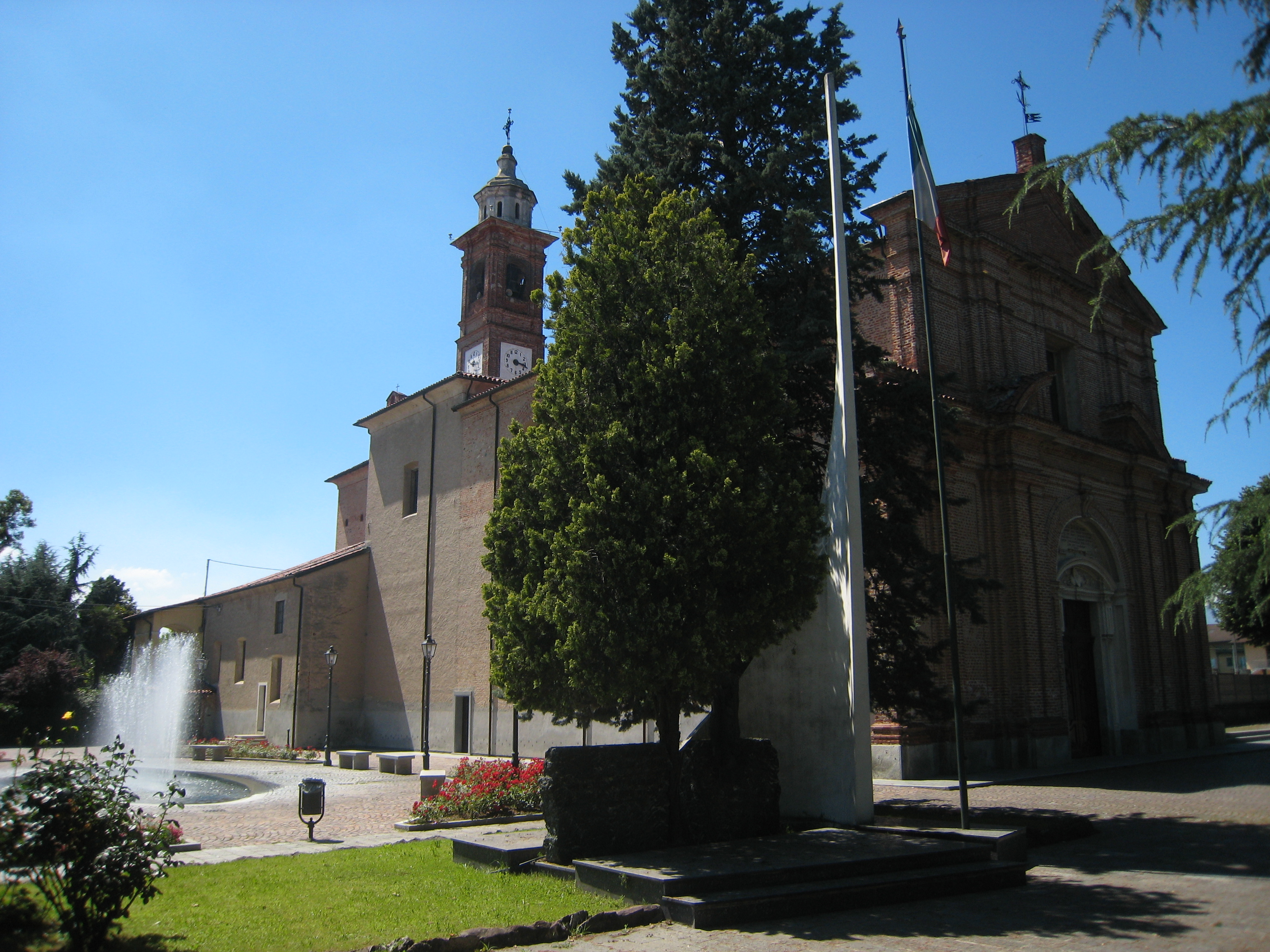
Vista della chiesa dei Santi Fabiano e Sebastiano

Raggiunta l'indipendenza amministrativa, anche pagando salatissime tasse al Regno Sabaudo (denaro raccolto da una colletta tra i capofamiglia Sangiustesi), la lotta proseguì dura per ottenere una propria parrocchia ed un proprio parroco.
Le motivazioni furono legate al fatto che le autorità di San Giorgio impedivano a San Giusto di avere un parroco, al fine di convogliare i fedeli (ed i loro oboli) nella propria parrocchia.
La comunità di San Giusto, ormai più numerosa di quella del capoluogo, stava, già da una cinquantina d'anni, provvedendo a costruire una nuova chiesa barocca (chiesa dei Santi Fabiano e Sebastiano), ma il vescovo, su pressione dei nobili sangiorgesi, non la riconosceva.
Un episodio emblematico di questa rivalità, realmente accaduto nel 1750 durante le processioni religiose per la benedizione delle campagne, fu il furto del crocifisso della chiesa di San Giorgio, effettuato da un gruppo di gerbolini sul confine dei due paesi.
Tale gesto generò in tutto il Canavese forte impressione e fece nascere il soprannome di Rubacristi per gli abitanti di San Giusto.
I gerbolini replicarono a loro volta al soprannome assegnatogli dagli abitanti di San Giorgio chiamandoli Mangia-Cristiani, con riferimento alla vicenda della "Jena", macellaio condannato a morte per numerosi delitti ed accusato di aver confezionato salami con le carni delle sue giovani vittime.
Dopo asperrime discussioni, di cui si trova ampia traccia nelle documentazioni dell'epoca, la curia concesse il parroco a San Giusto e la reliquia venne restituita, ma i soprannomi rimasero.

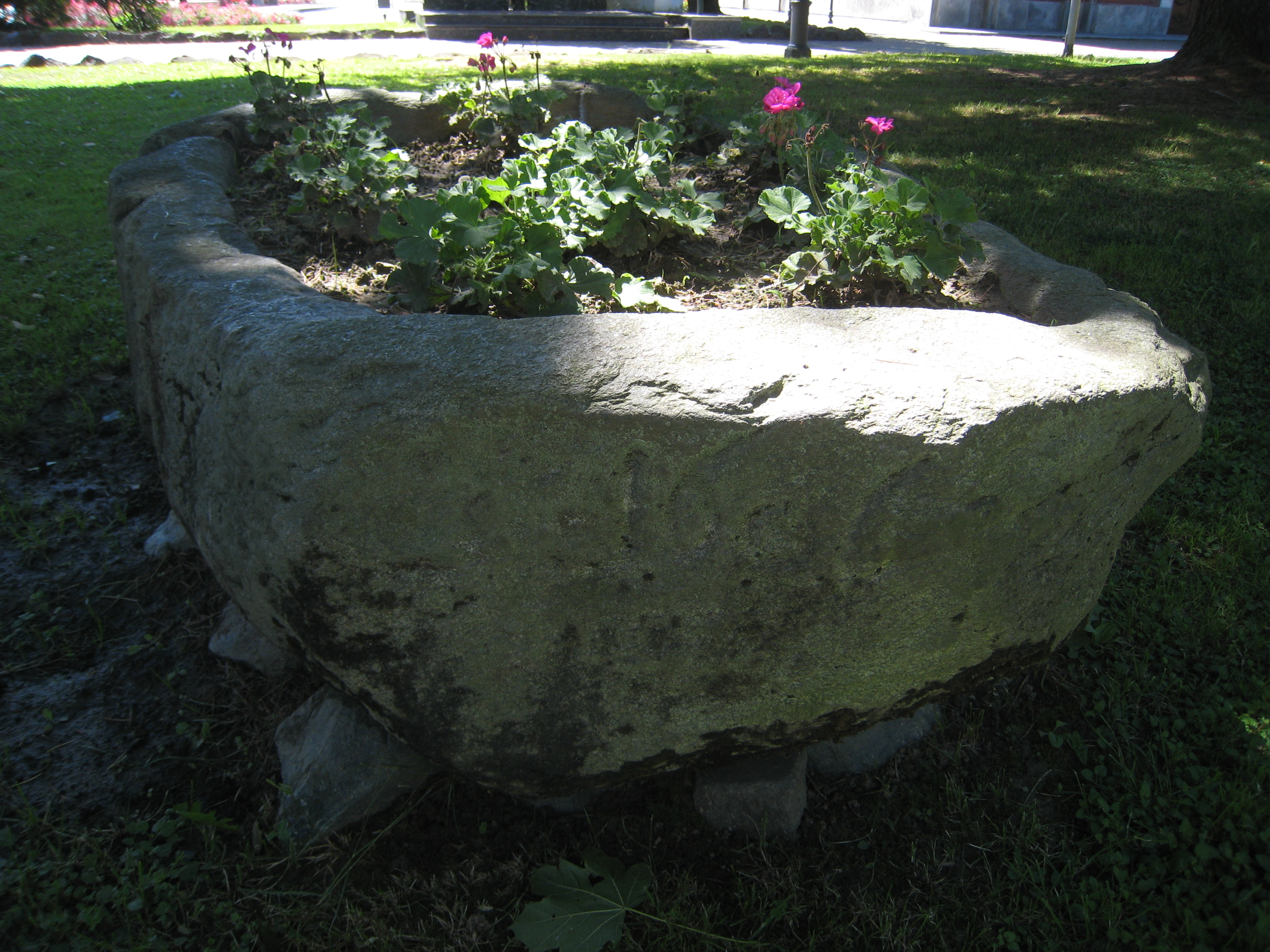
Vasca di pietra del 1606

Scarse ed incomplete sono le tracce degli abitanti della piana di San Giusto prima del XVIII secolo.
Il manufatto più antico ritrovato sul territorio è una vasca per abbeverare gli animali con impressa la data del 1606, il cui unico valore è rappresentato dal fatto che si trova nello stesso punto da molti decenni e testimonia il legame tra i sangiustesi e il lavoro di agricoltori ed allevatori, presenti ancora oggi in numero significativo nella vita sociale del paese.
Per quanto riguarda la prima testimonianza di un insediamento antropico sul territorio, si cita un documento, redatto dai conti di Biandrate nel 1174, che testimonia il lascito, da parte di Guido di Biandrate, di una Mansio e dei relativi terreni e boschi adiacenti localizzati nella regione chiamata Ruspaglie (a sud est di San Giusto Canavese), ai Cavalieri Templari.

### Simboli
Lo stemma e il gonfalone sono stati concessi con regio decreto dell'11 marzo 1937.
Lo stemma è d'azzurro, alla bilancia d'oro, accompagnata in punta da una crocetta dello stesso; al capo di rosso porpora. Lo scudo è timbrato dalla corona muraria di Comune e circondato da due rami di alloro e di quercia annodati da un nastro con i colori nazionali.
Il gonfalone è un drappo di bianco.

## Monumenti e luoghi d'interesse
Sulla piazza si affacciano gli edifici più antichi: la chiesa barocca, la sacrestia settecentesca con volta interamente affrescata e, appena più spostata, l'ala vecchia del palazzo municipale, con la sala del consiglio di inizio ottocento.
Al centro del paese si apre il grande parco di una villa privata settecentesca, mentre, uscendo dal paese verso Cortereggio (frazione di San Giorgio Canavese), si incontra un'altra villa settecentesca, attualmente sede della casa di riposo.
A sud dell'abitato si trova invece l'area detta della Commenda, ove nel 1200 i Cavalieri Templari possedevano una mansio.
Di essa resta visibile la chiesa di San Giacomo di Ruspaglia, posta già in territorio del paese vicino, ma dipendente dalla parrocchia di San Giusto.
Della cascina della Commenda, edificio principale della mansio, restano solo indicazioni e leggende.

## Società

### Evoluzione demografica
L'evoluzione demografica del paese ha seguito tendenzialmente quella di tutto il Canavese, con una diminuzione negli anni del boom economico, legata al trasferimento verso la città di Torino e all'abbandono graduale delle campagne, seguita da un aumento a partire dagli anni ottanta.
Negli ultimi dieci anni la combinazione favorevole di essere un paese (privo di quartieri con condomini) in cui il 95% delle abitazioni hanno il giardino e di avere nel proprio territorio aziende che occupano nel terziario centinaia di lavoratori (Telecittà Studios) ha portato ad un incremento cospicuo dei residenti.
Abitanti censiti

### Tradizioni e folclore
Le maggiori tradizioni religiose sono la festa della Madonna della Contrada, la processione della Madonna delle Vacche e il rosario della cappella dei "Marengh".
La festa della Madonna della Contrada si svolge verso la metà di settembre presso il pilone votivo del quartiere della Contrada.
La terza domenica di settembre si celebra la messa presso la chiesa dei Santi Fabiano e Sebastiano, con la processione in onore della Madonna fino al pilone votivo della Contrada.
Tale celebrazione è preceduta da nove giorni di rosari serali novena presso il pilone stesso.
Le origini di tale devozione si devono ricercare verso la metà della seconda guerra mondiale, quando gli abitanti della Contrada fecero il voto di costruire un pilone votivo e celebrare la Madonna tutti gli anni, se tutti i figli impegnati in guerra fossero tornati a casa vivi.
Alla fine della guerra a poco a poco tornarono tutti i figli dei contradaioli, tranne uno, disperso nella terribile ritirata russa del 1943 e dichiarato disperso.
Verso il 1948 questi tornò a casa dalle lande della Siberia, dove era stato prigioniero di guerra per 5 anni, ed i contradaioli, riconoscenti, edificarono il pilone votivo alla Madonna.
Il pilone votivo (ampliato nel corso degli anni fino a raggiungere oggi le dimensioni di una cappella) viene gestito dagli abitanti della Contrada.
La processione della Madonna delle Vacche ricorda invece un voto che risale al 1752.
In quell'anno una terribile pestilenza stava falcidiando le mandrie degli abitanti del Gerbo; per scongiurare la terribile carestia, tutti i capofamiglia del paese fecero voto alla Madonna per far terminare l'epidemia.
Due giorni dopo la pestilenza cessò, risparmiando il resto delle mandrie.
Da allora tutti gli anni, in quel preciso giorno, in maniera molto sentita, tutti gli abitanti si trovano alla messa serale presso la chiesa dei Santi Fabiano e Sebastiano e partecipano alla processione per le vie del paese.
Tale voto è stato tramandato e onorato fino ad oggi, in tempo di pace come in tempo di guerra, ed ha ricevuto dal Papa il permesso di dispensare Indulgenza Plenaria (il perdono di tutti i peccati) a quanti partecipano al rito.
La cappella dei "Marengh", eretta dal Giovanni Maria Petrini nel 1804 sulla strada grossa verso San Giorgio Canavese se in onore dell'addolorata, subì vicende alterne nel corso dei secoli (gli fu dato anche fuoco).
Grazie allo zelo di don Biagio Petrini (figlio del geometra Petrini) l'edicola votiva venne restaurata e rifinita con pregevoli stucchi e dipinti. Dal 1965 la chiesetta è stata riconsacrata e a maggio si recita il rosario per quattro sere. In settembre si celebra la festa vera e propria con tre sere dove si recita il rosario e la domenica con una messa nel pomeriggio. Tale cappella è oggi privata e gestita dai discendenti dei Petrini.

## Cultura

### Eventi
Gli avvenimenti che tradizionalmente animano il paese di San Giusto si concentrano a settembre con lo Stèmber al Zerb (settembre al Gerbido), a marzo con il Carnevalone Sangiustese e a giugno, con le manifestazioni sportive.
Il programma dello Stèmber al Zerb, che fa da corollario alla festa religiosa della Madonna della Contrada, inizia il terzo sabato di settembre con la tradizionale messa serale al Pilone della Contrada, per proseguire il pomeriggio successivo con il concerto della Filarmonica Sangiustese svolto davanti al Pilone stesso; la settimana successiva si svolgono 3 serate (sabato, domenica e lunedì) che hanno come temi la cucina (costinata, cena di pesce, polenta) e le danze al salone Pluriuso.
Il Carnevalone, svolto già in piena quaresima, coinvolge carri animati e gruppi a piedi e chiude tradizionalmente le manifestazioni carnevalesche.
Nei mesi primaverili ed estivi, presso il Centro Sportivo Comunale F. Cerutti, si concentrano i tornei di calcetto (Memorial Massimiliano Sansoè), di beach volley, le Giornate di Sport a Porte Aperte e le mini-olimpiadi.

## Geografia antropica

### Struttura urbanistica
La struttura dell'abitato è quantomeno curiosa: la costruzione degli edifici non è avvenuta verso l'esterno, partendo dal nucleo originario, bensì dai quattro angoli di un ideale quadrato, a convergere verso il centro, costituito dalla barocca chiesa dei Santi Fabiano e Sebastiano.

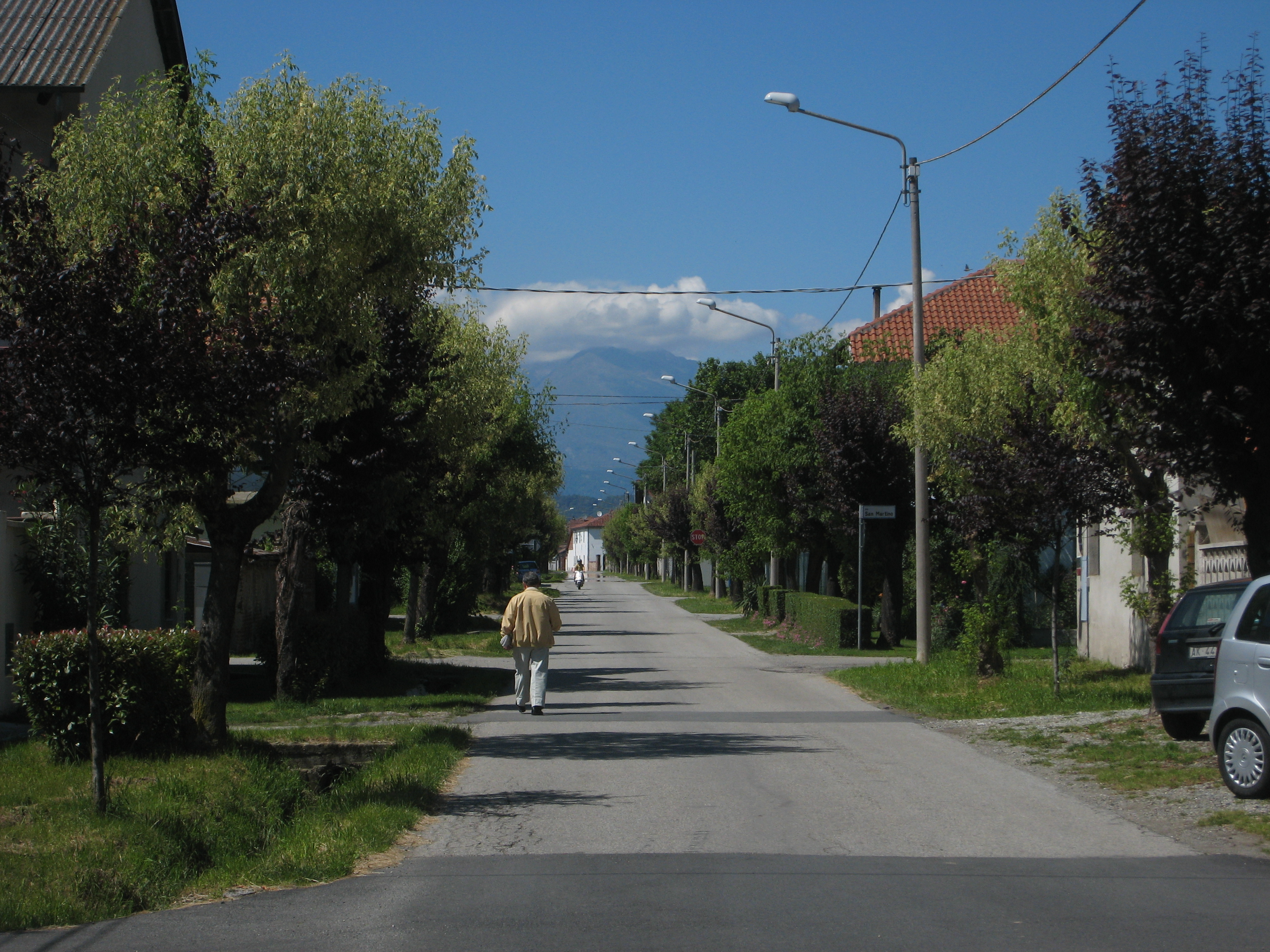
Tipico esempio di viale di San Giusto Canavese con il Mombarone sullo sfondo

Questo particolare metodo di progettazione ha consentito, a partire dal 1800, di realizzare abitazioni con orti e giardini, alternati a piazze e numerosi parchi, collegate da viali molto ampi con controviali alberati.
Lo scopo di questo piano regolatore era infatti di "riempire" il grande spazio vuoto che esisteva tra le quattro "frazioni", poste ai quattro angoli di questo enorme gerbido, per congiungerle con la centrale chiesa barocca, edificata a partire dal 1697.
Il risultato finale, confrontabile con gli ideali illuminati di "Città Giardino", vede un paese con una grande estensione areale, ma una bassa densità abitativa, frutto della quasi totale assenza di quartieri popolari con palazzi.
L'abitato appare costituito per la maggior parte da edifici edificati a partire dal 1850, anche se, passeggiando per le vie alberate, ci si imbatte in alcune case rurali del settecento.
Dal punto di vista architettonico appare caratteristico il lungo viale alberato che taglia in due il paese con direzione nord-sud, costituito da tre varietà alternate di Prunus con foglie e fiori di diversi colori, ed un controviale in erba diviso dalla strada principale da fossi profondi 50 centimetri, retaggio del passato agricolo della zona.
Proprio il fatto di avere inglobato estese porzioni di campagna al suo interno, ha determinato la presenza, ancora oggi ben visibile, di numerosi piloni votivi all'interno dell'abitato e di numerosi fossi irrigui ancora scoperti ai lati delle strade.
Il centro storico non è presente in forma classica, ma sotto forma di un prato (Gerbido) di dimensioni 50 x 80 m, lasciato a ricordare le origini rurali dell'abitato e chiamato piazza Vittorio Veneto.

## Amministrazione

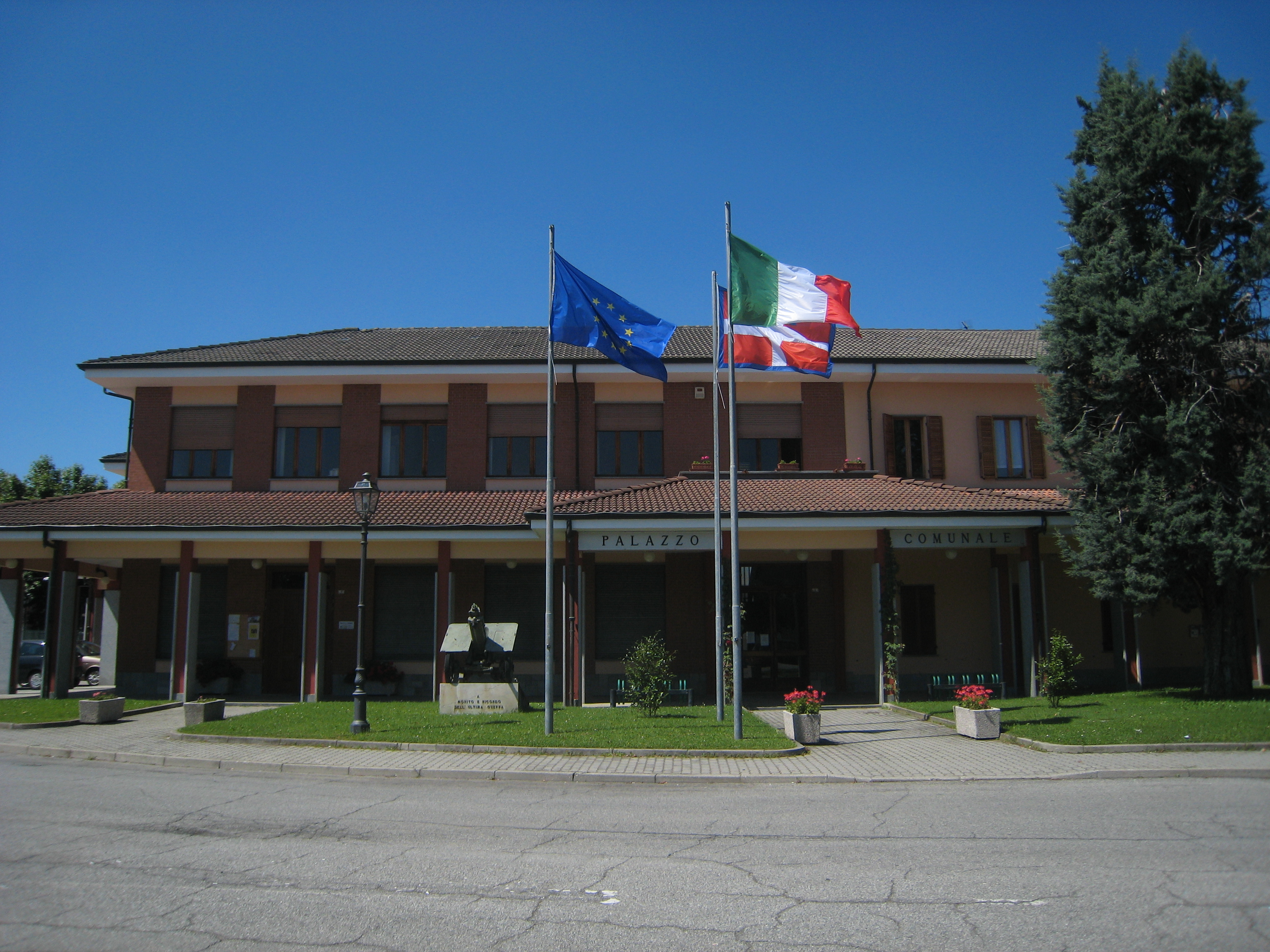
Palazzo comunale di San Giusto Canavese

| Periodo        | Periodo        | Primo cittadino     | Partito                 | Carica  | Note   |
| -------------- | -------------- | ------------------- | ----------------------- | ------- | ------ |
| 23 aprile 1995 | 13 giugno 1999 | Francesco Ferraris  | Lista Civica San Giusto | Sindaco | [ 8 ]  |
| 13 giugno 1999 | 12 giugno 2004 | Francesco Ferraris  | Lista Civica San Giusto | Sindaco | [ 9 ]  |
| 12 giugno 2004 | 7 giugno 2009  | Teresa Boggio Giosi | Lista Civica San Giusto | Sindaco | [ 10 ] |
| 7 giugno 2009  | 25 maggio 2014 | Teresa Boggio Giosi | Lista Civica San Giusto | Sindaco | [ 11 ] |
| 25 maggio 2014 | 31 maggio 2015 | Giuseppe Bollettino | Lista Civica San Giusto | Sindaco | [ 12 ] |
| 31 maggio 2015 | in carica      | Teresa Boggio Giosi | Lista Civica San Giusto | Sindaco | [ 13 ] |

## Sport
La società principale di calcio è l' A.C. Sangiustese che ha militato per diversi anni nel professionismo in serie C con la vecchia denominazione di F.C. Canavese. Gioca presso lo Stadio Franco Cerruti impianto di 2500 posti abilitato per la disputa di gare professionistiche. 
Lo Judo Club Yama Arashi che vanta una grande tradizione sportiva a livello nazionale e regionale: negli anni '90 ha conquistato vari titoli nazionali femminili con l'atleta Lara Boggio, mentre oggi mantiene una scuola di Judo con alcune decine di ragazzini. Per anni l'appuntamento principale dello Judo Club è stato il Memorial Galasso, torneo regionale di un certo rilievo.
La ASD Sangiustese Volley, nata nel 1998, è organizzata in una squadra femminile Seniores, una maschile Seniores, una Under 15 femminile e una Under 13 femminile. La squadra maschile Seniores ha vinto nel 2003/2004 e nel 2004/2005 il titolo Provinciale CSI.
Presso il Centro Sportivo Comunale Dott. Franco Cerutti, intitolato al sangiustese Franco Cerutti, che nel finire degli anni '60 diede l'impulso alla costruzione di questo moderno luogo di aggregazione, hanno sede:
Il Tennis Club Sangiustese che gestisce un campo da tennis in sintetico e un campo da tennis in terra rossa, organizza corsi di tennis, tornei amatoriali e partecipa alla Coppa Italia di tennis con due squadre.
Tradizionalmente nel mese di giugno tutte le associazioni sportive Sangiustesi organizzano una giornata di Sport a Porte Aperte, per avvicinare i giovani alla pratica sportiva.